# Свободный модуль
Свобо́дный мо́дуль — модуль F над кольцом R (как правило, считаемым ассоциативным c единичным элементом), если он либо является нулевым, либо обладает базисом, то есть непустой системой S элементов e1,…ei…, которая является линейно независимой и порождает F. Само кольцо R, рассматриваемое как левый модуль над собой, очевидно обладает базисом, состоящим из одного единичного элемента кольца, а каждый модуль с конечным базисом из n элементов изоморфен прямой сумме Rn колец R, рассматриваемых как модули.
Важно обратить внимание, что в некоторых случаях свободный модуль может обладать двумя конечными базисами, состоящими из разного числа элементов. Так как в этом случае модуль M будет изоморфен как Rm так и Rn, где m≠n, то этот случай возможен тогда и только тогда, когда над кольцом R существуют матрицы A размера m×n и B размера n×m, такие, что AB=Im и BA=In, где Im и In — единичные квадратные матрицы. Ясно, что в случае, когда кольцо R допускает гомоморфизм в тело (это будет так, например, в случае коммутативных колец), данная ситуация невозможна в силу свойства ранга матрицы. В этом случае число элементов базиса называется рангом кольца R и обозначается rank R или rk R. В случае векторного пространства ранг пространства является его размерностью.
Если модуль имеет бесконечный базис, то все такие базисы равномощны.
Так как любая абелева группа является модулем над кольцом целых чисел Z, то всё вышеописанное относится и к свободным абелевым группам.

## Универсальное свойство
Свойство модуля быть свободным можно выразить в терминах теории категорий. Линейная функция между свободными модулями {\displaystyle f:F_{1}\to F_{2}} однозначно определяется своими значениями на базисе {\displaystyle F_{1}}, обратно, произвольная функция, определенная на базисе, может быть продолжена до линейной функции. Эти свойства базиса можно формализовать при помощи универсального свойства.
Каждому модулю над кольцом R можно сопоставить его множество-носитель: существует забывающий функтор F : R-Mod → Set. Пусть A — некоторый R-модуль; i: X → F(A) — некоторая функция между множествами. Мы говорим, что A — свободный модуль с базисом из векторов i(X) тогда и только тогда, когда для любого отображения {\displaystyle f:X\to F(B)} существует единственное линейное отображение {\displaystyle {\tilde {f}}:A\to B}, такое что {\displaystyle f=F({\tilde {f}})\circ i}.

## Обобщения
Некоторые теоремы о свободных модулях остаются верными и для более широких классов колец. Проективный модуль — это в точности прямое слагаемое некоторого свободного модуля, поэтому для доказательства утверждения о проективном модуле можно рассмотреть его вложение в свободный модуль и воспользоваться базисом. Ещё более далёкие обобщения — это плоские модули, которые можно представить как прямой предел конечнопорождённых свободных модулей, и модули без кручения.